# Acanthurus gahhm
Poisson-chirurgien noir à queue blanche
Espèce
Synonymes
- Acanthurus gahm (Forsskål, 1775)[2]
- Chaetodon nigrofuscus gahhm Forsskål, 1775[2]

Statut de conservation UICN

 LC  : Préoccupation mineure
Acanthurus gahhm, communément nommé Poisson-chirurgien noir à queue blanche, est une espèce de poisson marin démersale de la famille des Acanthuridae (les « poissons-chirurgiens »).

## Description
Poisson de taille moyenne pouvant atteindre 40 cm de long. Son corps est comprimé latéralement et de forme ovale. Les poissons-chirurgiens nagent à l'aide de leurs nageoires pectorales et non caudale, cette dernière est considérée comme falciforme. La nageoire caudale est en forme de croissant. Le corps est noir à brun sombre, avec une bande blanche à la base de la nageoire caudale. L'extrémité des nageoires pectorales est jaune. Un trait jaune horizontal barre également les yeux. La bouche est petite et terminale.
Acanthurus gahhm peut facilement être confondu avec Acanthurus nigricauda qui lui possède entre autres signes distinctifs: une nageoire dorsale orangée avec une tache bleue à la base antérieure, un trait noir horizontal en arrière des yeux, la fente du scalpel érectile au niveau du pédoncule caudal est également marquée de noir et sa teinte varie du gris au brun foncé.

## Distribution
Acanthurus gahhm vit dans les mers chaudes tropicales de l'ouest de l'océan Indien, la mer Rouge et le golfe d'Aden.

## Habitat
Pentes récifales externes, platiers, lagons, zones sablonneuses jusqu'à 40 m de profondeur.

## Alimentation
Acanthurus gahhm est considéré comme un omnivore détritivore. Il se nourrit d'algues sessiles, qu'il broute sur le corail mort ou sur les rochers, d'invertébrés ainsi que de zooplancton.

## Maintenant en aquarium
Acanthurus gahhm est sociable et peut être observé seul ou grand groupe en aquarium.

## Étymologie
Son épithète spécifique, gahhm, reprend le nom vernaculaire arabe donné à cette espèce le long des côtes de la mer Rouge.